# 布伦茨河畔贝欣根
布伦茨河畔贝欣根是德国巴伐利亚州的一个市镇。总面积7.34平方公里，总人口1297人，其中男性661人，女性636人（2011年12月31日），人口密度177人/平方公里。